# 村田則男
村田 則男（むらた のりお、1948年6月14日 - 2013年7月5日）は、日本の男性俳優、声優。東京都出身。身長177cm、体重62kg。血液型はA型。

## 来歴
東京都立工芸高等学校卒業。1974年4月1日に劇団青年座に入団。2013年7月5日0時20分、肝硬変のため死去。

## 人物
趣味はスポーツ観戦、野外生活、園芸。

## 出演

### テレビドラマ
- 火曜日の女シリーズ「幻の女」（1971年、NTV）
- 浅見光彦シリーズ
- 池中玄太80キロ
- おしん
- 巨獣特捜ジャスピオン
- おばはん刑事!流石姫子
- ガラス細工の家
- 玩具の神様
- 新・愛の嵐
- 大河ドラマ
  - 翔ぶが如く - 山根秀助
  - 葵 徳川三代 - 柴田左近
  - 武蔵 MUSASHI1 - 堀井伝右衛門
- 天皇の世紀
- はぐれ刑事純情派
- 未来戦隊タイムレンジャー - 社長
- 瑠璃の島
- 特命!刑事どん亀
- 保険調査員 しがらみ太郎の事件簿

✳︎ 十津川警部シリーズ19 伊豆七滝殺人事件　被害者原田役

### テレビ番組
- マジカル頭脳パワー!! / マジカルミステリー劇場 第1話「作られた密室」（1990年、NTV） - マジシャン・南

### 映画
- 突入せよ! あさま山荘事件
- 首領への道 -松岡連合会幹事長 橋詰
- リング0 バースデイ - 児玉修二

### 吹き替え

#### 映画
- 愛に迷った時
- 赤毛のアン アンの結婚（ウインフィールド）
- アパランチ・インフェルノ（ジェイ）
- アメリカン・ソルジャーズ2（ドク）
- アルマゲドン（大統領〈スタンリー・アンダーソン〉）※ビデオ版
- 暗殺者（レミー）※ビデオ版
- 殺人ドットコム（ヘンリー）
- ザ・ビジター2（ラ・ルー）
- ザ・マシーン
- ショウタイム（警部）
- 戦火の勇気（ガートナー〈スコット・グレン〉）※テレビ朝日版
- 多重人格（ジョー・ギャロ刑事〈マーク・ポペル〉、ポール）
- チューブ・テイルズ（父）
- デス・ハント（ホーキンス〈ジョン・シダー〉、ジミー・トム）※フジテレビ版
- ドクター・ドリトル ※劇場公開版
- ネバダ・スミス（ジョナス・コード〈ブライアン・キース〉）※ソフト版
- ノーチラス（ヘイズ）
- ノー・トゥモロー（ルイス）
- 陪審員 ※日本テレビ版
- バットマン ※ソフト版
- バッファロー・ガールズ/カラミティ・ジェーンの半生（バッファロー・ビル・コーディ〈ピーター・コヨーテ〉）※NHK版
- ピースキーパー（ヘティンジャー〈クリストファー・ハイアーダール〉）※テレビ朝日版
- ファイナル・ステージ（ティモシー〈ラルフ・ブラウン〉）
- プラスト・ゾーン
- ブレイブ（スレッド）
- ブレード・スクワッド（ハンクス）
- ヘンリー・フール（ホークス神父）
- 山猫は眠らない（アルバレス将軍）
- ラスト・ボーイスカウト（引っ掻き回し屋）※テレビ朝日版
- ロスト・サン（カルロス〈キアラン・ハインズ〉）

#### ドラマ
- ER緊急救命室
  - シーズンI #17（フランクス〈スティーヴン・ロウ〉）
  - シーズンV #3（ドクター・ゴリバス）
  - シーズンVI #19（ワレン）
  - シーズンVII #4（ペロビッツ〈ディオン・デリゾ〉）
  - シーズンVIII・IX（スタン〈ハリソン・ペイジ〉）
  - シーズンXIII （ワトキンス〈キース・デイヴィッド〉）
  - シーズンXIV #1（ジャレッド・モーガン〈デヴィッド・クレノン〉）
- イ・サン（パク・ヨンムン〈朴英文〉〈シン・グク〉）
- オールイン 運命の愛（サンドゥ）
- 宮廷女官チャングムの誓い（長番内侍）（シン・グク）
- ザ・ユニット 米軍極秘部隊（ロン）
- ドクター・フー（スキナー）
- ハーシュ・レルム（オマール・サンティアゴ）
- ファン・ジニ
- 名探偵モンク（ハロルド・クレンショー）

### テレビアニメ
- 魔法のプリンセス ミンキーモモ（1982年、兵士）
- 魔神英雄伝ワタル（1988年、村人）
- 名探偵コナン（1996年、三浦）
- EAT-MAN（1997年、ゲバイス）
- ワイルドアームズ トワイライトヴェノム（1999年、町長）

### OVA
- 銀河英雄伝説（1997年、ジークベルト・ザイドリッツ）

### 劇場アニメ
- 茄子 アンダルシアの夏（2003年、スポンサー）

### ゲーム
- ぼくのなつやすみ2 海の冒険篇（2002年、谷口）

### CM
- UCC缶コーヒー

### 舞台
- アントニーとクレオパトラ
- 君はこの国を好きか（男）
- クレオパトラ
- 白蟻の巣（刈屋義郎）
- 青春の賦
- 殺陣師段平（医師坂田）
- 無法松の一生
- 夢・桃中軒牛右衛門の（高野さん〈孫文〉）
- リチャード三世